# Teorema di Alasia
In matematica, il teorema di Alasia è un risultato riguardante la geometria del triangolo. Il suo enunciato è:
Siano Ω, Ω' i punti di Brocard del triangolo ABC. Allora:
{\displaystyle {\overline {\Omega \Omega '}}//{\overline {BC}}\Leftrightarrow AB=AC}
Ossia, la retta passante per i punti Ω e Ω' è parallela alla base BC se e solo se il triangolo è isoscele su tale base.